# 胡麻塩

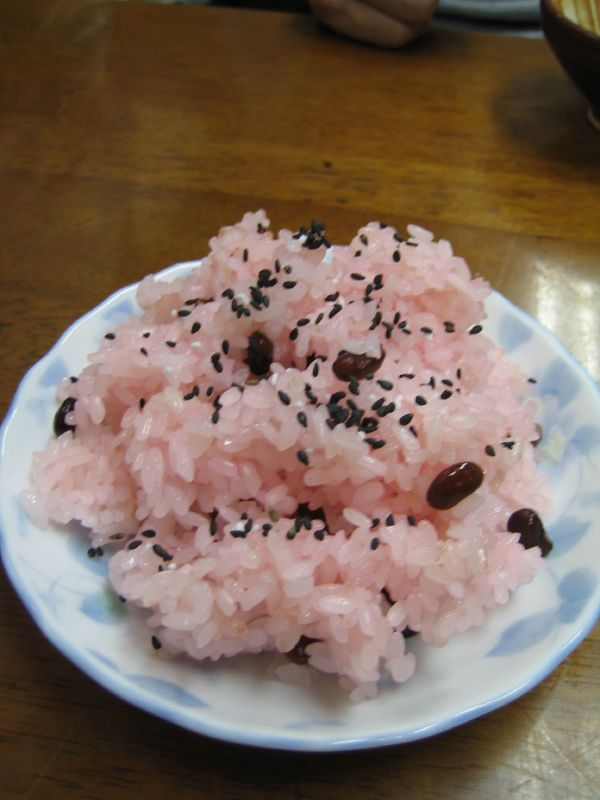
赤飯に降りかけられた胡麻塩。

胡麻塩（ごましお、ごまじお）とは、焼き塩と炒り胡麻を混ぜ合わせた調味料。
焙烙やフライパンで作るのが一般的であり、大きく分けると塩とゴマのいずれを先に炒るかに分かれる。前者は焼いた塩に黒ゴマを入れて水分を蒸発させるまで炒る方法で、後者は炒った黒ゴマに濃厚な塩水を加えて水分を蒸発させるまで炒る方法である。いずれも、ゴマ・塩・水の比率が1ずつ混ぜ合わせて炒ると良いとされている。
市販品は、塩が顆粒状になってゴマと混ぜ合わせられている。これは塩が小さい粒のままではゴマと比べて小さく比重も大きいため、次第に塩が下に沈み振ってもゴマのみが出てくることになりやすいが、塩を顆粒状にすることでゴマと比重を同程度にし、均等に出てきやすくするためである。
赤飯やおにぎりに振りかけるほか、ふりかけの代用品として用いられる場合もある。
塩の白とゴマの黒との対比から、白と黒が混じったものの比喩に用いられる。白髪混じりの黒髪の頭髪を「胡麻塩頭」と呼称するのは、これに由来する。